# Paul Piaget
Paul Piaget, švicarski veslač, * 1905, † ?.
Piaget je bil krmar švicarskega dvojca s krmarjem, ki je na Poletnih olimpijskih igrah 1920 v Antwerpnu osvojil bronasto medaljo. 